# Банк-Фосс (Вашингтон)
Банк-Фосс (англ. Bunk Foss) — переписна місцевість (CDP) в США, в окрузі Сногоміш штату Вашингтон. Населення — 3680 осіб (2020).

## Географія
Банк-Фосс розташований за координатами 47°57′42″ пн. ш. 122°5′40″ зх. д. / 47.96167° пн. ш. 122.09444° зх. д. (47.961686, -122.094387).  За даними Бюро перепису населення США в 2010 році переписна місцевість мала площу 10,03 км², уся площа — суходіл.

## Демографія
Згідно з переписом 2010 року, у переписній місцевості мешкало 3570 осіб у 1188 домогосподарствах у складі 979 родин. Густота населення становила 356 осіб/км².  Було 1230 помешкань (123/км²).
Расовий склад населення:
| - 93,2 % — білих - 1,0 % — азіатів - 0,8 % — корінних американців - 0,6 % — чорних або афроамериканців - 0,2 % — вихідців з тихоокеанських островів |

До двох чи більше рас належало 3,4 %. Частка іспаномовних становила 3,7 % від усіх жителів.
За віковим діапазоном населення розподілялося таким чином: 28,0 % — особи молодші 18 років, 64,9 % — особи у віці 18—64 років, 7,1 % — особи у віці 65 років та старші. Медіана віку мешканця становила 39,2 року. На 100 осіб жіночої статі у переписній місцевості припадало 105,4 чоловіків;  на 100 жінок у віці від 18 років та старших — 104,9 чоловіків також старших 18 років.
Середній дохід на одне домашнє господарство  становив 115 720 доларів США (медіана — 96 212), а середній дохід на одну сім'ю — 124 753 долари (медіана — 105 556). За межею бідності перебувало 6,8 % осіб, у тому числі 12,6 % дітей у віці до 18 років та 2,6 % осіб у віці 65 років та старших.
Цивільне працевлаштоване населення становило 1726 осіб. Основні галузі зайнятості: освіта, охорона здоров'я та соціальна допомога — 25,6 %, виробництво — 14,2 %, роздрібна торгівля — 11,6 %, будівництво — 10,5 %.